# Banca Transilvania

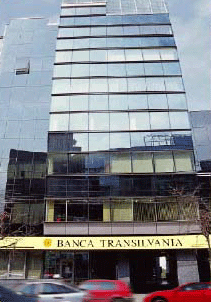
Banca Transilvania - Sediul Central

Banca Transilvania (BT) (BVB: TLV) este cea mai mare bancă din România.
Banca fost înființată în anul 1993, la Cluj-Napoca, de un grup de oameni de afaceri locali, cu 79% capital românesc și 21% străin.
Activitatea sa este organizată pe patru linii principale de business, și anume: corporate, IMM, retail și Divizia pentru Medici. Banca Transilvania are aproximativ 4 milioane de clienți, 550 de unități și peste 9.000 de angajați. Din iunie 2013, directorul general al BT este Ömer Tetik.
Banca Transilvania este prima bancă din România care deschide o sucursală în Italia, la Roma.

## Istorie
- 1993: Banca a fost înființată în Cluj-Napoca, de 46 de antreprenori cu un capital de 2 milioane de dolari.
- 1994: BT își începe activitatea odată cu deschiderea sucursalei Cluj, cu o echipă de 13 persoane.
- 1997, Banca Transilvania devine prima bancă listată la Bursa de Valori București.
- 1999 Prima colaborare cu Banca Europeană pentru Reconstrucție și Dezvoltare (BERD) pentru susținerea IMM-urilor locale.
- 2003 BERD intră în acționariatul Băncii și devine acționariat semnificativ (15%). Banca a inițiat un amplu program de rebranding[8]. A fost înființat Grupul Financiar Banca Transilvania.
- 2008 Banca Transilvania se consolidează ca grup financiar (Grupul Financiar Banca Transilvania); are loc prima reinventare a BT și extinderea la nivel național, de la 40 la 500 de agenții.
- decembrie 2009 Bank of Cyprus a achiziționat un pachet de 9,7% din titlurile băncii prin mai multe tranzacții realizate pe Bursa de Valori București, în valoare totală de 58 milioane de Euro.[9]
- 2012 A doua reinventare a BT; Banca își adaptează modelul de business la criza financiară internațională.
- 2015-2016 Banca Transilvania cumpără și integrează Volksbank România. BT devine a doua bancă din România (în funcție de active).
- 2016 A treia reinventare a BT: achiziția și integrarea Volksbank România.
- 2017-2018 Are loc achiziția și integrarea Bancpost si devine cea mai mare bancă din România.
- 2019: Grupul Banca Transilvania a achiziționat Certinvest Pensii și se extinde în domeniul pensiilor private.
- 2020: A patra reinventare BT: adaptarea modelului de business la provocările aduse de contextul COVID-19.[10]
- 2021: BT achiziționează și integrează în Grupul Banca Transilvania Idea::Bank. Idea::Leasing și Idea::Broker de Asigurare[11]. Idea::Bank a devenit Salt Bank, prima banca digitala romaneasca.
- 2022: Banca cumpără Țiriac Leasing.
- 2023: BT a ajuns la 4 milioane de clienți. 1 din 5 români are cont la Banca Transilvania. Valoarea brandului Banca Transilvania trece de 500 de milioane USD.
- 2024: Banca Transilvania a semnat cu OTP Group acordul pentru achiziția OTP Bank România, OTP Leasing România și OTP Asset Management.[12] la un preț de 347,5 mil. euro[13].

## Aspecte ale băncii
- Banca Transilvania este în topul încrederii publicului: a fost votată „The Most Trusted Brand 2014” – Categoria Bănci - în cadrul studiului Reader’s Digest. Studiul are o tradiție de 14 ani și este realizat în 12 țări din Europa.[14]
- Banca Transilvania este instituția financiară care nu a cunoscut pierderea în criză. A înregistrat în 2013 rezultate financiare în creștere față de anul precedent[15];
- Banca Europeană pentru Reconstrucție și Dezvoltare (BERD) este cel mai mare acționar BT (15% din capitalul social al Băncii Transilvania)[5];
- Banca Transilvania este prima bancă din România care a fost listată la Bursa de Valori București, în anul 1997[8];
- Prima bancă din România care a lansat pe site Social Media Newsroom, platformă care integrează atât comunicatele de presă și știrile BT, cât și social media[16];
- Clujul Are Suflet (www.clujularesuflet.ro Arhivat în 4 octombrie 2013, la Wayback Machine.) este cel mai mare proiect de implicare socială al BT.
- Horia Ciorcilă, fondator al Băncii Transilvania și Președinte al Consiliului de Administrație al băncii, este în topul celor mai mari investitori români de pe bursă[17];
- Banca Transilvania este pe primul loc în topul celor mai valoroase companii controlate de investitori români[18];
- BT, pentru prima oară printre Superbrands Romania 2013[19];
- BT, în Top Social Brands, clasament realizat în 2013 de revista BIZ[20];
- BT, în Topul celor mai puternice branduri românești, clasament realizat în 2013 de revista BIZ[21];
- Premieră națională: lansarea serviciului de transfer de bani Western Union prin Internet Banking (2012)[22];
- Premieră mondială: Western Union și Banca Transilvania au lansat serviciul de transfer de bani prin bancomat (25 noiembrie 2010)[23];

Valoarea pe bursă a Băncii Transilvania se îndrepta în 2007 spre pragul de 2 miliarde Euro, dar, în urma corecțiilor drastice care au urmat pe piețele financiare, banca a ajuns la o capitalizare bursieră sub 300 milioane de euro, în aprilie 2009.
În iulie 2022, Banca Transilvania a deschis BT Stup, un spațiu fizic și virtual, dedicat susținerii comunității antreprenoriale, indiferent de banca la care antreprenorii sunt clienți. Banca a creat infrastructura necesară conectării antreprenorilor cu furnizori de servicii și produse pentru înființarea, gestionarea, managementul unei afaceri. La Stup se desfășoară inclusiv evenimente pentru antreprenori și viitori antreprenori, organizate atât de BT, cât și de partenerii acestei inițiative.
În 2023, Banca Transilvania  fost desemnată cel mai puternic brand românesc, cu un rating de elită AAA+, conform topului Romania 50 2023, realizat de Brand Finance. Cu o valoare a brandului în creștere cu 25% față de anul precedent, BT a ajuns la o valoare de 494 milioane de euro, ocupând poziția 4 în topul celor mai valoroase branduri românești.
BT susține, începând cu 2023, Via Transilvanica printr-o colaborare pe cel puțin trei ani. De asemenea, banca a fost principalul partener al Capitalei Culturale Europene 2023 – Timișoara, unul dintre proiectele naționale.

## Grupul Financiar Banca Transilvania

Vechiul logo

Grupul Financiar Banca Transilvania s-a format în anul 2003, principala sa componentă fiind Banca Transilvania, alături de care mai figurează BT Asset Management, BT Direct, BT Leasing, BT Securities, Compania de Factoring, BT Finop Leasing și Medicredit.
Grupul Financiar BT va purta sigla BT, în care centrul puterii îl va reprezenta Banca Transilvania, care are cote de participare de 100% sau poziții majoritare în cadrul subsidiarelor.
BT Asset Management (BT AM), are ca obiect de activitate administrarea activelor grupului.
BT Asset Management a fost înființat în anul 2005 și administrează fondurile BT Maxim, BT Clasic,
precum și fondul închis de investiții BT Invest 1 care deține plasamente în companiile românești cu potențial ridicat de dezvoltare.
În anul 2007, BT Asset Management era liderul pieței fondurilor mutuale cu o cotă de 15,3%,
în anul 2008 se situa pe poziția a doua, coborând pe poziția a cincea în anul 2009, cu o cotă de piață de 5,2% și cu active de 77,3 milioane lei.
|    | Denumire entitate                                                             | Domeniu de activitate al entitatii                                                                     | CUI           |
| -- | ----------------------------------------------------------------------------- | --- | ------------- |
| 1  | Banca Transilvania S.A.                                                       | Alte activitati de intermedieri monetare                                                               | 5022670       |
| 2  | Banca Comerciala Victoriabank S.A.                                            | Alte activitati de intermedieri monetare                                                               | 1002600001338 |
| 3  | BT Leasing Transilvania IFN S.A.                                              | Leasing financiar                                                                                      | 7424119       |
| 4  | BT Capital Partners S.A.                                                      | Activitati de intermediere a tranzactiilor financiare                                                  | 6838953       |
| 5  | BT Direct IFN S.A.                                                            | Alte activitati de creditare (credit de consum)                                                        | 16036850      |
| 6  | BT Asset Management SAI S.A.                                                  | Alte intermedieri financiare n.c.a.                                                                    | 17269861      |
| 7  | BT Leasing MD (Moldova) S.R.L.                                                | Leasing financiar                                                                                      | 1008600045022 |
| 8  | BT Microfinantare IFN S.A.                                                    | Alte activitati de creditare                                                                           | 36380482      |
| 9  | Improvement Credit Collection S.R.L.                                          | Activitati ale agentiilor de colectare si a birourilor (oficiilor) de raportare a creditului           | 32011970      |
| 10 | BT Pensii - Societate de Administrare a Fondurilor de Pensii Facultative S.A. | Activitati ale fondurilor de pensii (cu exceptia celor din sistemul public de asigurari sociale)       | 21948054      |
| 11 | BT Building S.R.L.                                                            | Închirierea și subînchirierea bunurilor imobiliare proprii sau închiriate                              | 15397406      |
| 12 | BT Investments S.R.L.                                                         | Activități auxiliare intermedierilor financiare, exclusiv activități de asigurări si fonduri de pensii | 14603737      |
| 13 | BT Solution Agent de Asigurare S.R.L.                                         | Activitati auxiliare ale caselor de asigurari si de pensii                                             | 16952679      |
| 14 | BT Safe Agent de Asigurare S.R.L.                                             | Activitati auxiliare ale caselor de asigurari si de pensii                                             | 16952660      |
| 15 | BT Intermedieri Agent de Asigurare S.R.L.                                     | Activitati auxiliare ale caselor de asigurari si de pensii                                             | 16952660      |
| 16 | BT Asiom Agent de Asigurare S.R.L.                                            | Alte activitati auxiliare de asigurari si fonduri de pensii                                            | 25046577      |
| 17 | VB Investment Holding B.V.                                                    | Activitati ale holding-urilor                                                                          | 62931601      |
| 18 | Timesafe S.R.L.                                                               | Activitati de realizare a softului la comanda (orinetate catre client)                                 | 35968582      |
| 19 | Salt Bank S.A.                                                                | Alte activitati de intermedieri monetare                                                               | 10318789      |
| 20 | Idea Leasing IFN S.A.                                                         | Leasing financiar                                                                                      | 13341280      |
| 21 | Idea Broker de Asigurare S.R.L.                                               | Activitati ale agentilor si broker-ilor de asigurari                                                   | 16741957      |
| 22 | Code Crafters by BT S.R.L.                                                    | Activitati de realizare a softului la comanda (orinetate catre client)                                 | 45619687      |